# Livraphone
 (janvier 2011).
Si vous disposez d'ouvrages ou d'articles de référence ou si vous connaissez des sites web de qualité traitant du thème abordé ici, merci de compléter l'article en donnant les références utiles à sa vérifiabilité et en les liant à la section « Notes et références ».
Livraphone est un éditeur et diffuseur français de livres audio fermé en avril 2017. 
En mars 2004, Livraphone a lancé le format MP3 sous forme de CD. 
À partir de 2006, Livraphone a mis en service une plateforme de téléchargement des titres destinée aux particuliers.
Le fondateur de Livraphone a créé aujourd'hui le label Sixtrid pour continuer son métier d'éditeur. 
Site officiel